# Cosne-Cours-sur-Loire
Cosne-Cours-sur-Loire ([kon kuʁ syʁ lwaʁ] ) ist eine französische Stadt mit 9786 Einwohnern (Stand 1. Januar 2022) im Département Nièvre in der Region Bourgogne-Franche-Comté. Sie ist Verwaltungssitz des Arrondissements Cosne-Cours-sur-Loire und gehört zum Kanton Cosne-Cours-sur-Loire. Sie ist außerdem Sitz des Gemeindeverbandes Communauté de communes Cœur de Loire.
Die Stadt wurde am 1. Januar 1973 aus den Gemeinden Cosne-sur-Loire und Cours gebildet und wird üblicherweise nur Cosne genannt. Die Bewohner werden Cosnois und Cosnoises genannt.
Ein Teil der landwirtschaftlich genutzten Fläche dient dem Weinbau. Die Rebflächen der Gemeinde sind der geschützten Herkunftsbezeichnung Coteaux du Giennois zugeordnet.
Die Gemeinde erhielt 2022 die Auszeichnung „Drei Blumen“, die vom Conseil national des villes et villages fleuris (CNVVF) im Rahmen des jährlichen Wettbewerbs der blumengeschmückten Städte und Dörfer verliehen wird.

## Geographie
Die Stadt liegt an der Loire und am Nohain, an der Route nationale 7 und der Autoroute A77. Sie besitzt seit 1861 einen Bahnhof an der Bahnstrecke Moret-Veneux-les-Sablons–Lyon-Perrache, der von Zügen des TER Bourgogne-Franche-Comté der Verbindung Paris-Bercy–Nevers bedient wird.

## Bevölkerungsentwicklung
| Jahr                       | 1962  | 1968   | 1975   | 1982   | 1990   | 1999   | 2006   | 2019 |
| -------------------------- | ----- | ------ | ------ | ------ | ------ | ------ | ------ | ---- |
| Einwohner                  | 9.600 | 10.588 | 12.088 | 12.463 | 12.123 | 11.399 | 11.185 | 9589 |
| Quellen: Cassini und INSEE |       |        |        |        |        |        |        |      |

## Sehenswürdigkeiten
- Mittelalterliches Schloss (11. Jahrhundert) und ehemaliges Gefängnis (19. Jahrhundert), seit 1921 als Monument historique eingeschrieben
- Kirche Saint-Aignan in Cosne mit Ursprüngen aus dem 11. Jahrhundert, seit 1862 als Monument historique klassifiziert
- Kirche Saint-Jacques aus dem 15. Jahrhundert, ehemaliges Kollegiatstift, seit 1930 als Monument historique klassifiziert
- Ehemaliger Konvent des Augustinerordens aus dem 16. und 17. Jahrhundert, seit 1977 in Teilen als Monument historique eingeschrieben
- Kino Eden, Gebäude im Art-déco-Stil, 1935 erbaut, seit 1999 in Teilen als Monument historique eingeschrieben
- Haus in der Rue des Chapelains aus dem 16. Jahrhundert, Fassaden seit 1927 als Monument historique eingeschrieben
- Ehemaliger Bischofspalast aus dem 13. Jahrhundert, Fassaden und Dächer seit 1990 als Monument historique eingeschrieben
- Befestigungen aus dem 13. Jahrhundert, Fassaden und Dächer des Turms Fraicte seit 1971 als Monument historique eingeschrieben

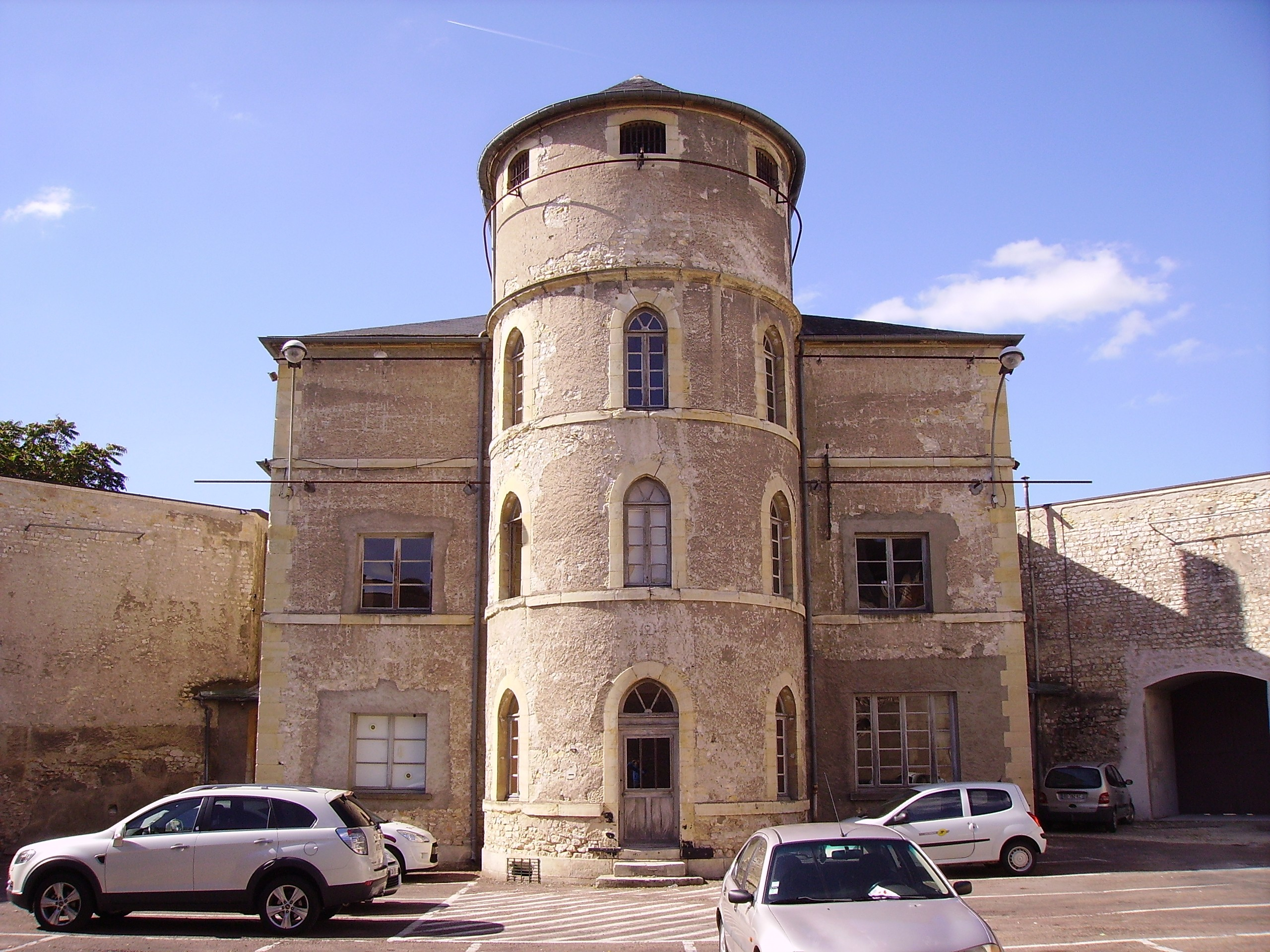
Mittelalterliches Schloss
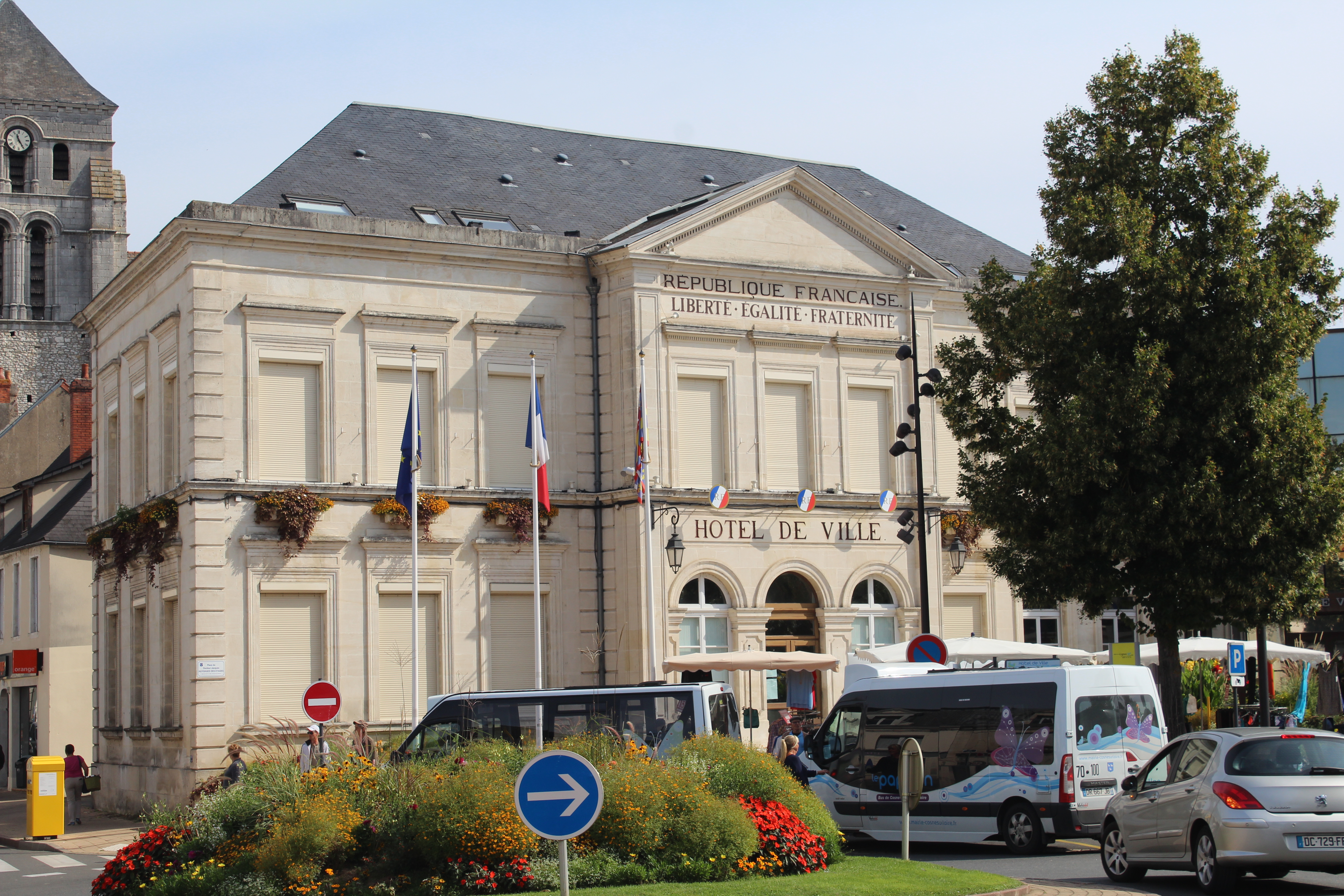
Rathaus (Hôtel de ville)
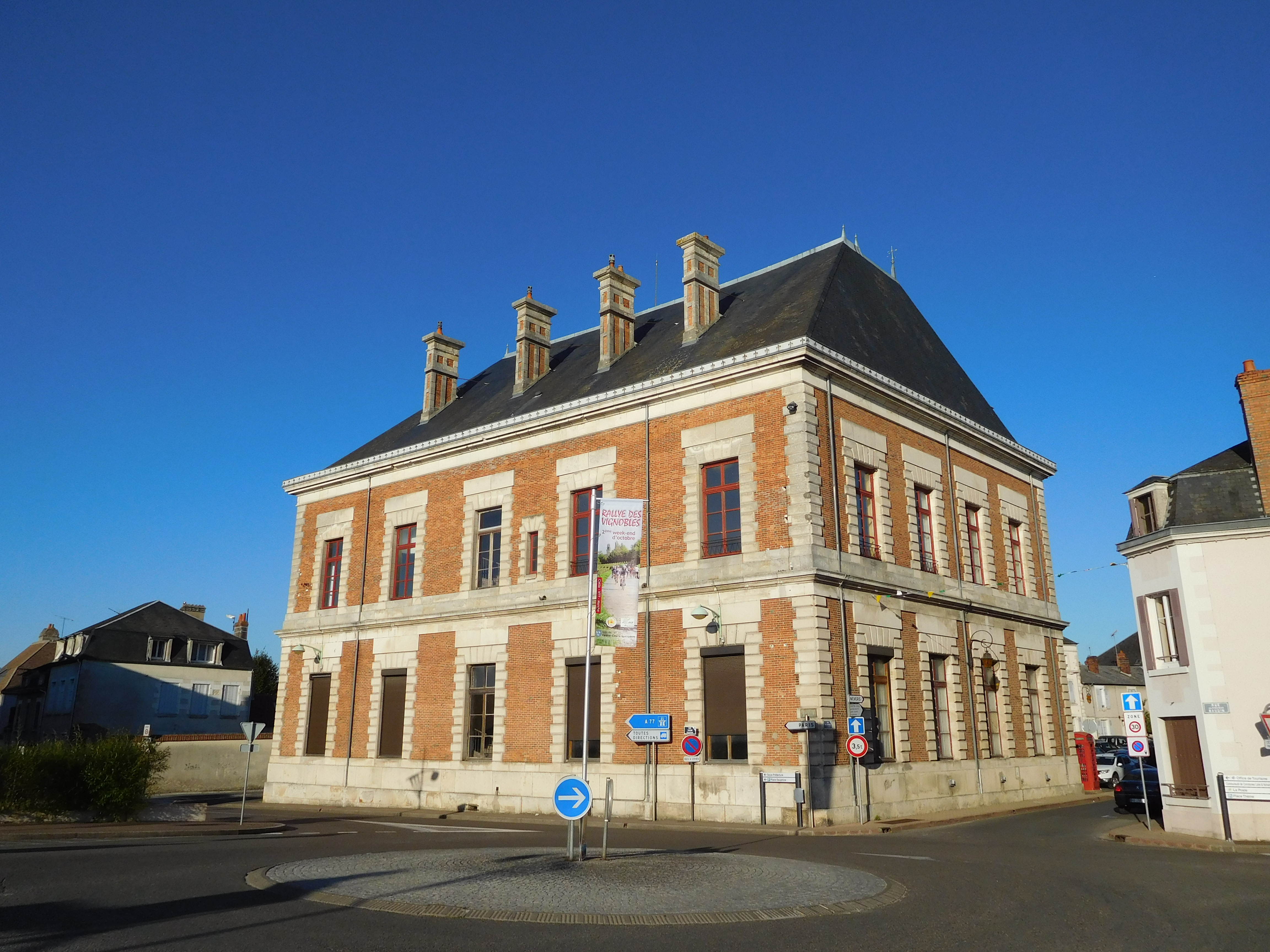
Ehemaliger Justizpalast
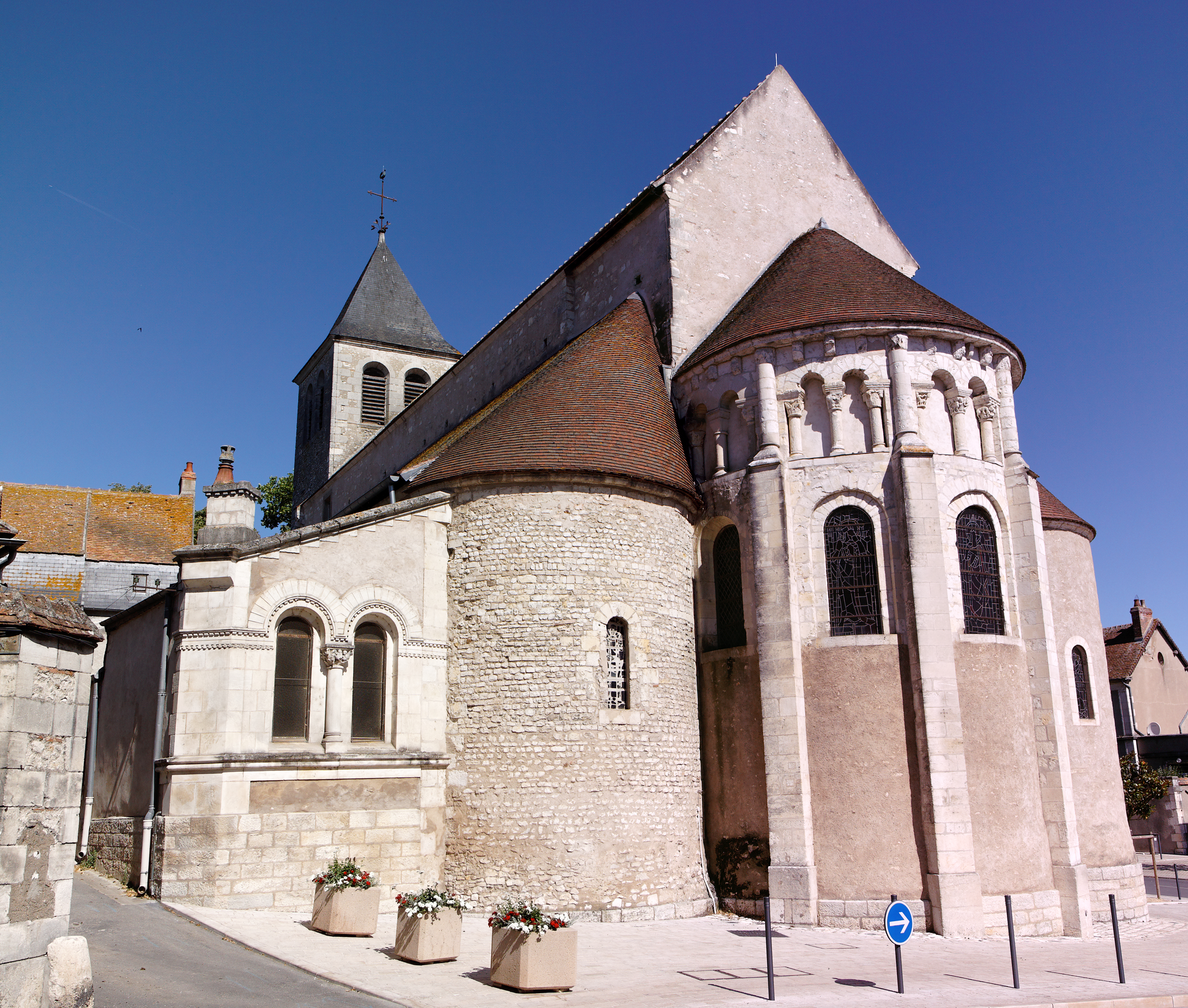
Kirche Saint-Aignan
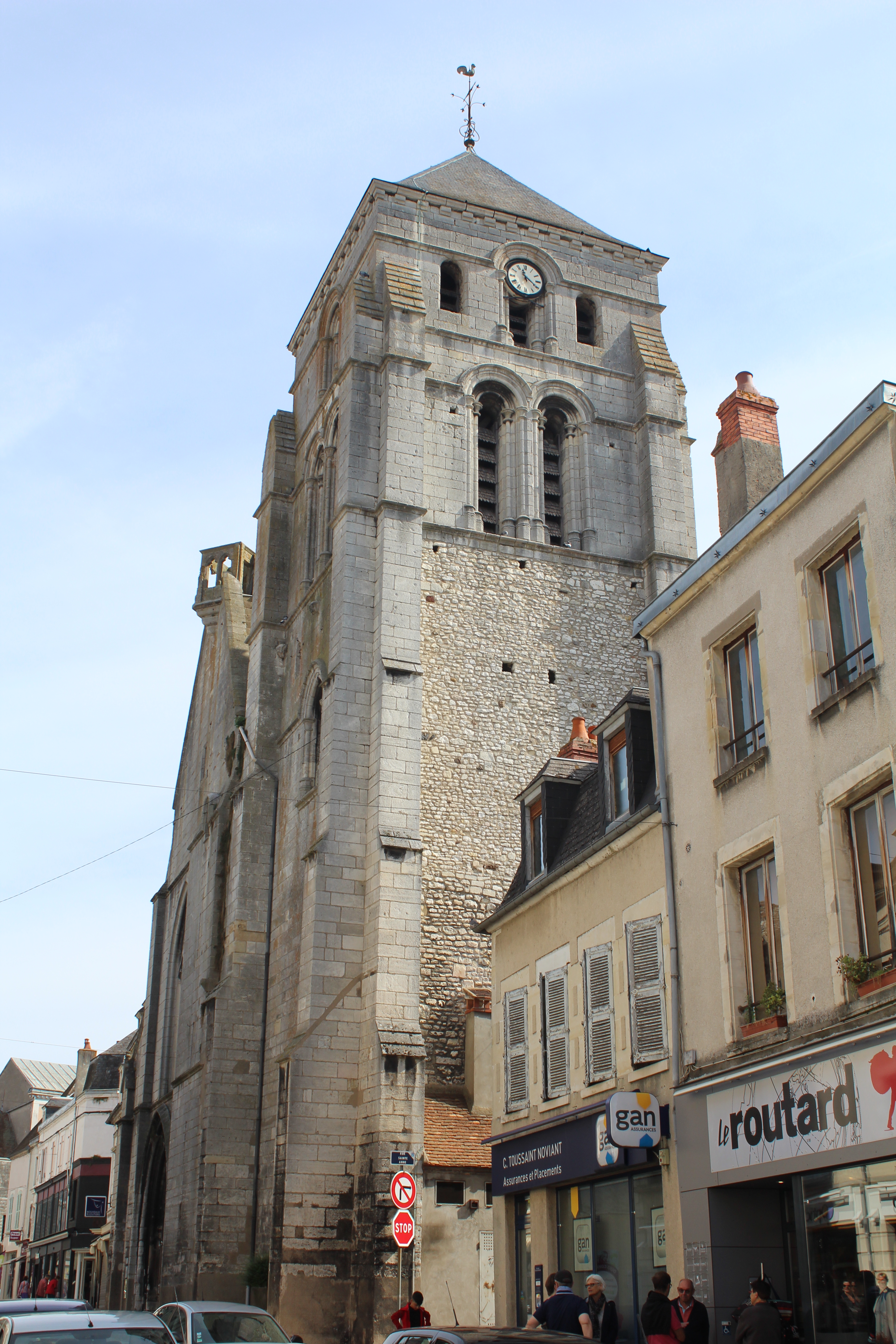
Turm der Kirche Saint-Jacques
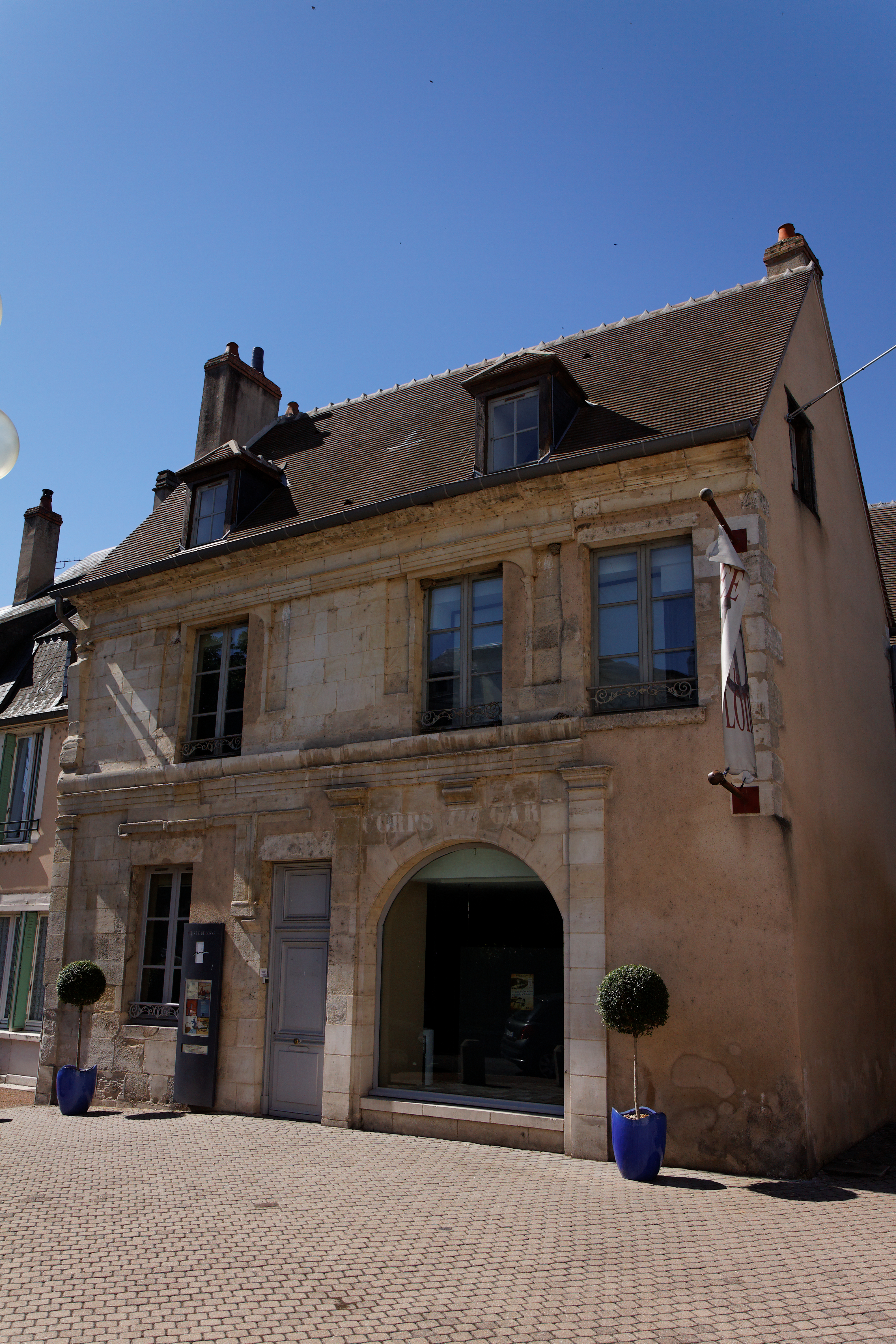
Augustinerkonvent
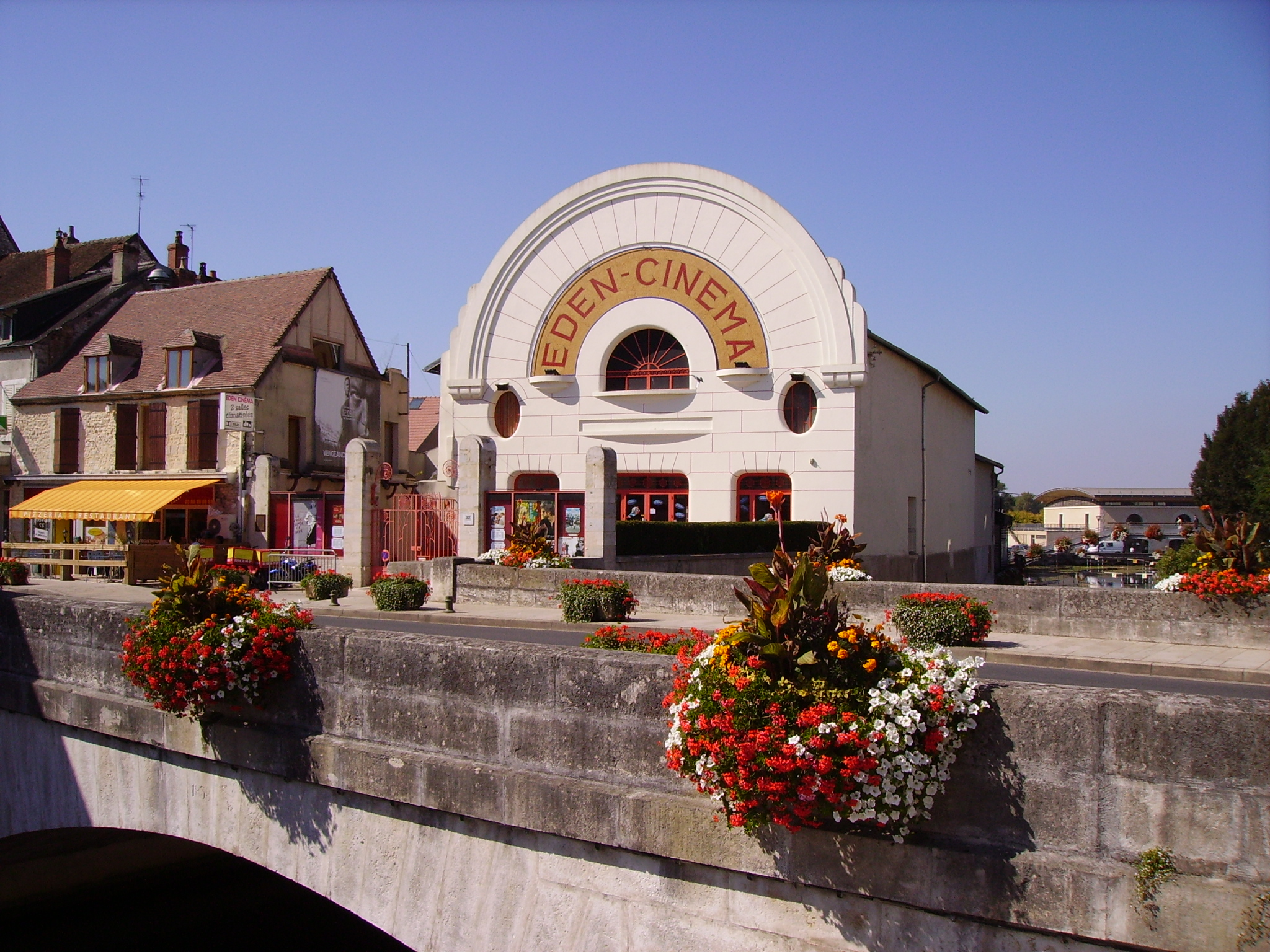
Kino Eden
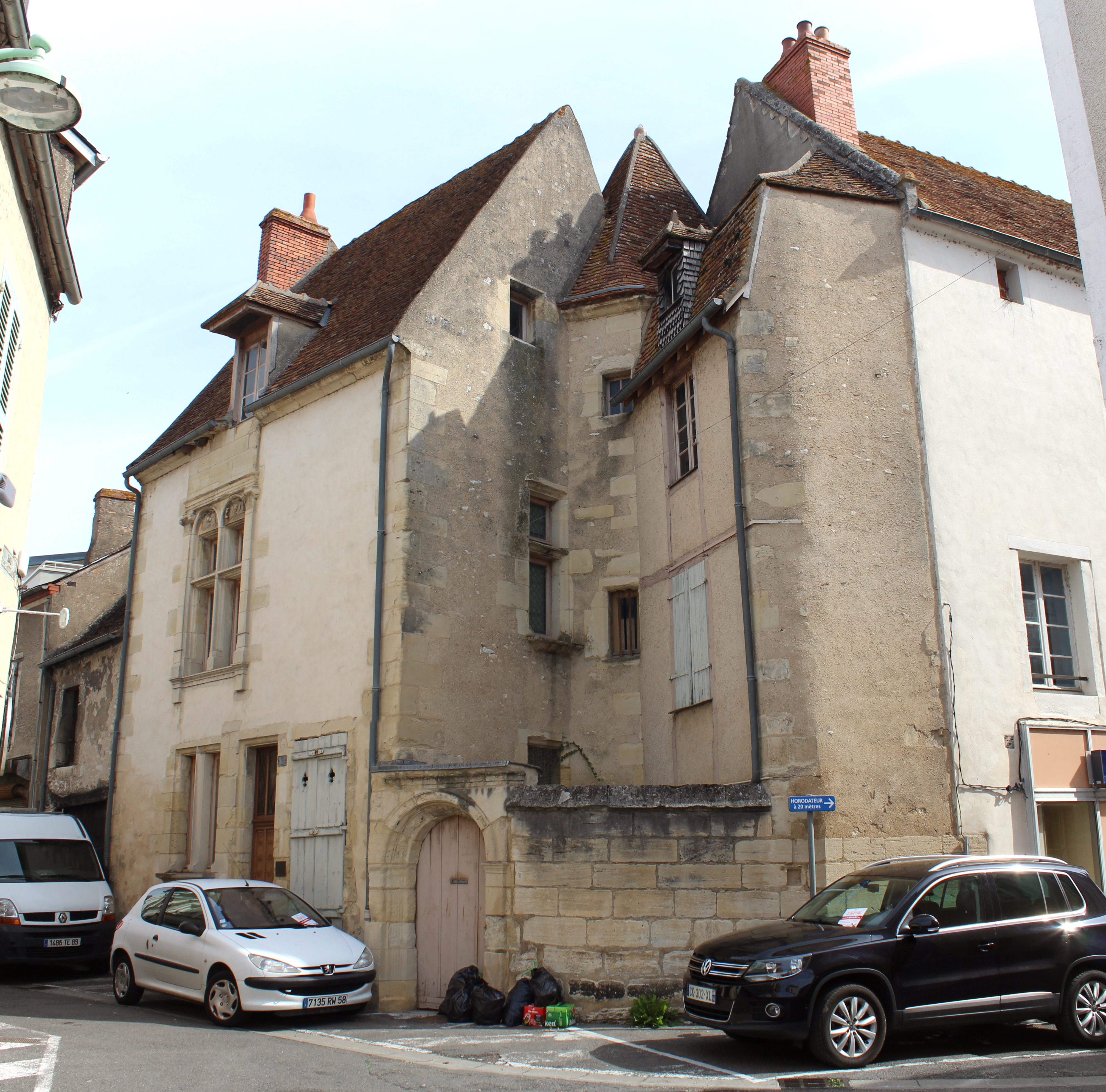
Denkmalgeschütztes Haus in der Rue des Chapelains
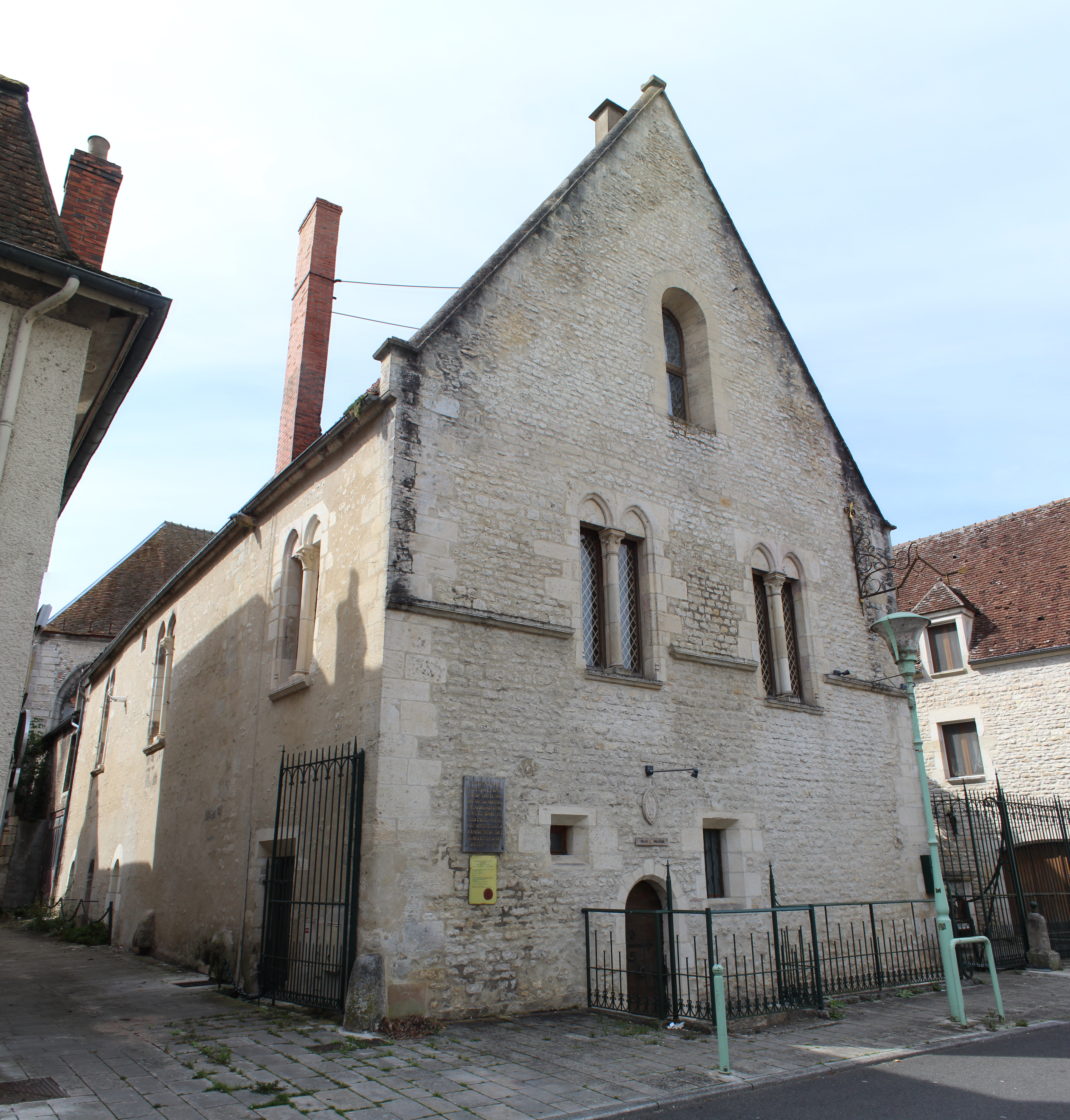
Ehemaliger Bischofspalast
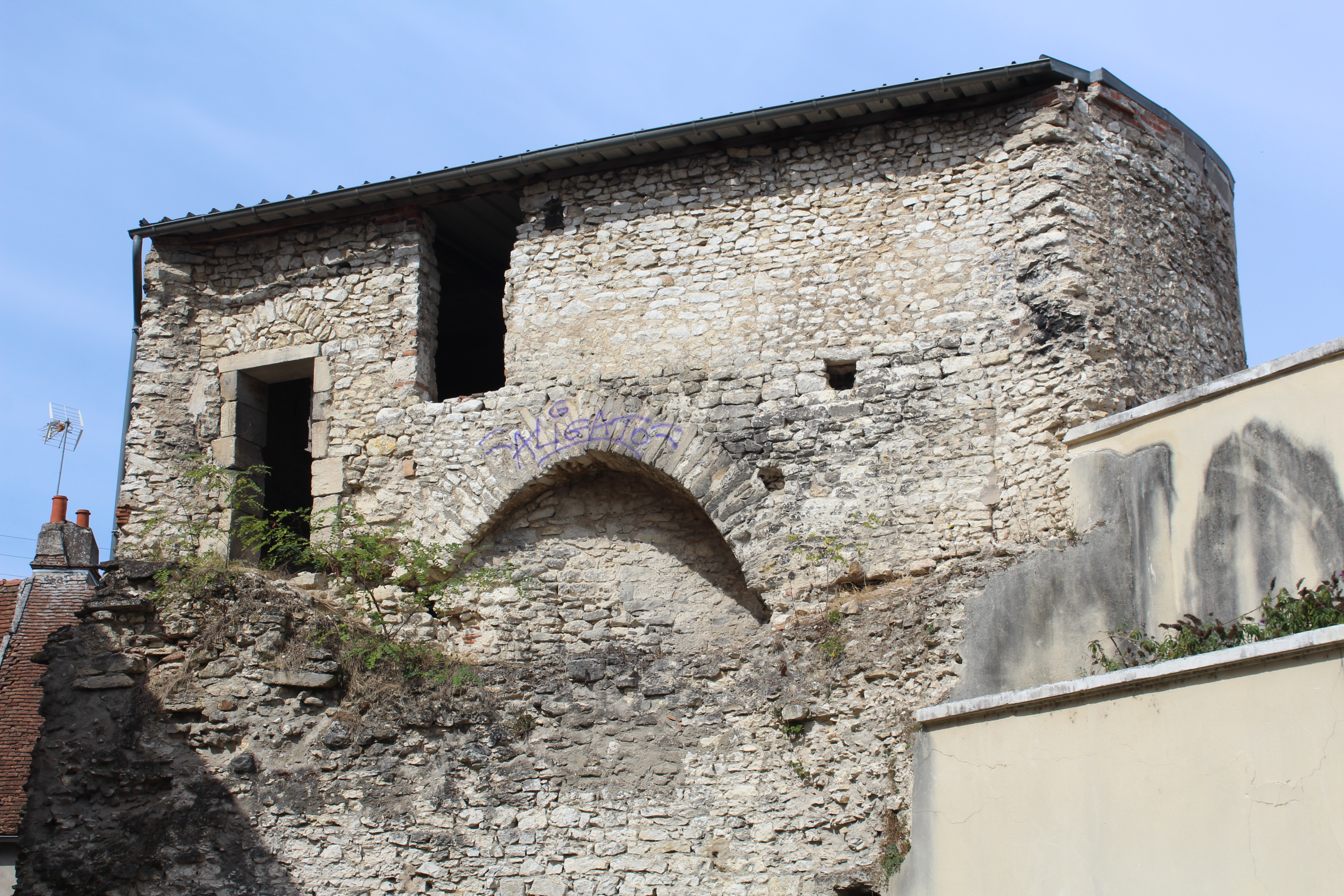
Turm Fraicte

## Städtepartnerschaften
- Bad Ems, Rheinland-Pfalz (Deutschland), seit 1974
- Harpenden, Vereinigtes Königreich, seit 1982
- Herentals, Flandern (Belgien), seit 1999

## Persönlichkeiten
- Charles Girault (1851–1932), Architekt des Petit Palais, wurde in Cosne-sur-Loire geboren
- Paul Doumer (1857–1932), französischer Staatspräsident, hat hier von 1921 bis 1932 gelebt.
- Marthe Mellot (1870–1947), französische Schauspielerin, wurde von Toulouse-Lautrec für eines seiner Plakate gemalt, in Cosne-Cours-sur-Loire geboren
- Roger Marie Bricoux (1892–1912), einziger französischer Musiker auf der Titanic, in Cosne-Cours-sur-Loire geboren
- Michel Guérard des Lauriers (1898–1988), O.P., katholischer Theologe und Bischof, ist hier gestorben
- Élodie Frégé (* 1982), französische Sängerin (Pop), in Cosne-Cours-sur-Loire geboren
- Jules Pommery (* 2001), französischer Weitspringer, in Cosne-Cours-sur-Loire geboren